# Apple TV+
Apple TV+ – internetowy serwis stworzony przez korporację Apple Inc., oferujący odpłatną usługę wideo na życzenie. Premiera odbyła się 1 listopada 2019 w ponad 100 krajach na świecie.

## Historia
Prezentacja nowej usługi Apple odbyła się 25 marca 2019, podczas oficjalnej konferencji, która miała miejsce w Steve Jobs Theatre. Serwis został przedstawiony przez szefa Apple, Tima Cooka, który poinformował, że będzie on miał na celu agregowanie ekskluzywnych treści wyprodukowanych wyłącznie na zlecenie Apple TV+. W oficjalnej prezentacji wzięli udział także aktorzy zaangażowani w projekt Apple TV+, m.in. Jennifer Aniston, Oprah Winfrey, Steven Spielberg oraz Jason Momoa. 
W III kwartale 2019 Apple Inc. poinformowało o planach związanych z subskrypcją usługi. Wraz z uruchomieniem Apple TV+ użytkownik będzie mógł wykorzystać bezpłatny 7-dniowy okres próbny, a następnie przedłużenie usługi w rozliczeniu miesięcznym wynosić będzie 24,99 zł. Komunikat Apple informował także, że bezpłatny okres korzystania z usługi Apple TV+ będzie przysługiwał osobom, które zakupią nowe urządzenie tej firmy. 
10 września 2019 Apple ogłosiło oficjalnie, że podczas premiery usługi, która odbędzie się 1 listopada 2019 Apple TV+ będzie w swojej ofercie posiadać 7 autorskich seriali, a także 1 film dokumentalny. Wraz z komunikatem pojawiła się informacja o comiesięcznym aktualizowaniu oferty o nowe tytuły. 
Aktualnie serwis posiada w swojej usłudze ponad 50 autorskich seriali, a także 30 filmów.

## Plan wydawniczy
Wraz z rozpoczęciem usługi wszystkie autorskie usługi, które pojawiły się w Apple TV+ posiadały po 3 odcinki premierowe. Plan wydawniczy Apple TV+ zakłada emitowanie premierowego odcinka serialu raz w tygodniu, zaznaczając tym samym, że niektóre tytuły mogą pojawiać się w innym planie wydawniczym. 

## Dostępność
Usługa Apple TV+ jest dostępna za pośrednictwem strony internetowej Apple TV+, oficjalnej aplikacji w systemie Android, a także za pomocą szeregu urządzeń związanych z ekosystemem Apple – m.in. aplikacja iOS, iPadOS, MacOS oraz za pośrednictwem Apple TV. Nie posiada natomiast żadnej natywnej aplikacji ze wsparciem dla Windows. 
17 października 2019, Irlandzka firma telekomunikacyjna Eircom Limited poinformowała w swoim komunikacie, że stanie się pierwszą firmą, która będzie posiadać w swoich dekoderach aplikację Apple TV+ niebędąca częścią ekosystemu Apple.

## Odbiór usługi Apple TV+
Światowe media związane z branżą wideo na życzenie informowały o tym, że usługa w trakcie uruchomienia nie posiadała znaczącej ilości tytułów oferowanych klientom w porównaniu do innych serwisów, takich jak: Netflix czy HBO GO. W recenzjach zwracali także uwagę na brak posiadania wsparcia dla systemu Windows oraz pierwotny brak wsparcia urządzeń Android, co utrudniało możliwość korzystania z usługi poza domem. Komentatorzy podkreślają fakt, że Apple TV+ będące częścią korporacji Apple Inc. będzie miało czas na tworzenie dobrze ocenianych treści, posiadając praktycznie nieograniczony budżet. Na realizację planu wydawniczego w 2019, Apple TV+ posiadało budżet wynoszący blisko 6 miliardów dolarów.